# グレートカラスベルグ山脈

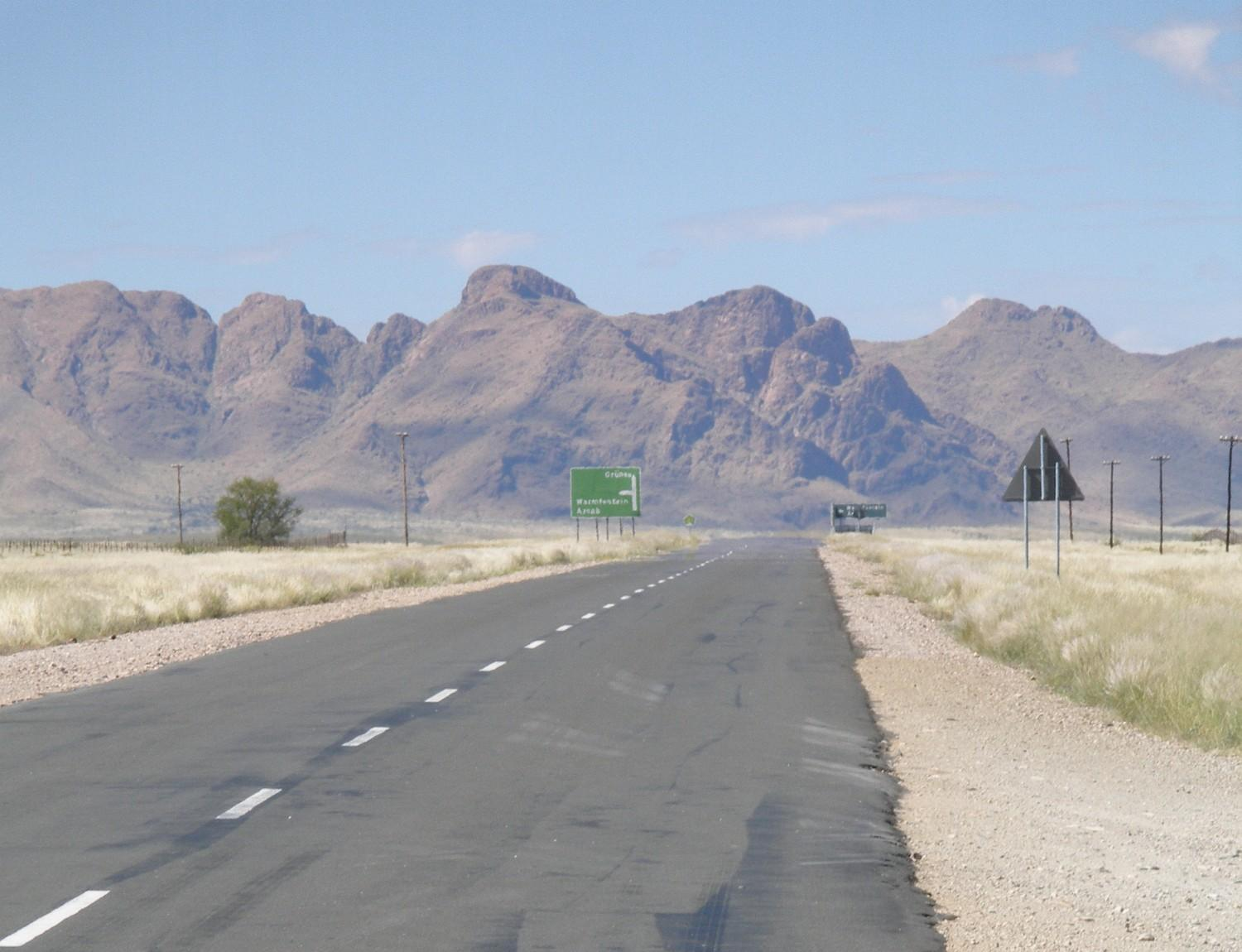
ケートマンスフープとGrünauの間にあるNarubisの国道B1号とグレートカラスベルグ山脈

グレートカラスベルグ山脈（グレートカラスベルグさんみゃく、Karasberge）は、ナミビア南部を東西に走る山脈である。最高峰はスクロッフェンステーン山（de:Schroffenstein）の2,201mである。